# Archipiélago de Mingan
El archipiélago de Mingan (en francés: Archipel-de-Mingan) es un conjunto de islas situado en el este de la provincia de Quebec, al este de Canadá. Se compone de una cadena de cerca de 40 islas.
Comenzando a 124 millas del final de la carretera a lo largo de la orilla norte del río San Lorenzo (Le Fleuve), la reserva parque nacional Archipiélago de Mingan se extiende unos 109 kilómetros hacia el este, ya que los puntos de la costa tienen más de 2.000 islas e islotes. Al este se encuentra una costa sin caminos que llega a Terranova y Labrador. Hacia el norte está una región de tundra, lagos y pantanos.